# Germanpreet Singh
Germanpreet Singh (Gurdaspur, India, 24 de junio de 1996) es un futbolista de la India que juega en la posición de centrocampista. Desde el 2022 juega con el Jamshedpur FC de la Superliga de India.

## Carrera

### Club
| Periodo   | Club           | Apariciones | Goles |
| --------- | -------------- | ----------- | ----- |
| 2015–2017 | Dempo SC       | 14          | 1     |
| 2017-2018 | Minerva Punjab | 11          | 0     |
| 2018–2022 | Chennaiyin FC  | 55          | 1     |
| 2022-     | Jamshedpur FC  | 5           | 0     |

### Selección nacional
Germanpreet jugó para India sub-19 en la eliminatoria al Campeonato sub-19 de la AFC 2014 en 2013. También estuvo con India sub-23 en la clasificación para los Juegos Asiáticos de 2014. Germanpreet debutó con India sub-23 ante Uzbekistán sub-23 el 27 de marzo de 2015 en la eliminatoria para el Campeonato Sub-23 de la AFC 2016 en el Bangabandhu National Stadium en Bangladés.
En agosto de 2016 debuta con India ante Tailandia entrando de cambio en la victoria por 4–1. Jugó ocho partidos con la selección nacional hasta su retiro internacional en la Copa Asiática 2019.

## Logros
- Superliga de India: 2017-18